# Aartsbisdom Wenen

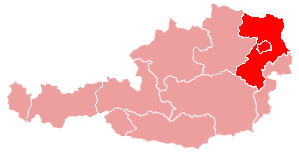
Aartsbisdom Wenen

Het aartsbisdom Wenen (Latijn: Archidioecesis Viennensis) is een aartsbisdom van de Rooms-Katholieke Kerk in Oostenrijk. Het is tevens de metropolitane zetel van de Oostenrijkse kerkprovincie. Voor 1722 bestond het als bisdom Wenen (1469-1722).
De zetel van het aartsbisdom staat in de Stephansdom.

## Geschiedenis
Aanvankelijk was het gebied van het huidige aartsbisdom gelegen in het - in 739 opgerichte - bisdom Passau, terwijl een deel van de parochies toeviel aan het bisdom Salzburg. Kerkelijk behoorde de stad Wenen tot het bisdom Passau. Al in de dertiende eeuw trachtte Leopold VI een eigenstandig bisdom Wenen op te richten, maar zijn pogingen strandden op verzet van de bisschop van Passau. Pas onder hertog Rudolf IV van Oostenrijk (1339-1365) begonnen de Weense aspiraties meer kracht te krijgen. Hij gaf aanzet tot de uitbouw van de Stephanskerk tot een gotische dom. Ook bewerkstelligde hij de verheffing van de Allerheiligsten kapel in de Hofburg tot kapittelkerk. In 1365 werd dit kapittel overgebracht naar de Sint Stephan. Na de oprichting van het bisdom Wenen (in 1469), werd dit kapittel een domkapittel. De oprichting van het bisdom Wenen, had de stad te danken aan paus Paulus II. Hij deed dat met de pauselijke bul In supramae dignitatis specula, waarin hij de Oostenrijkse vorst overigens het recht gaf om in het eigen territorium naar goeddunken bisschoppen aan te nemen of te ontslaan. Een recht dat tot het einde van de Oostenrijk-Hongaarse dubbelmonarchie zou blijven bestaan. In 1469 richtte paus Paulus II nog een ander bisdom op, op vraag van de Habsburgse keizers; het was het bisdom Wiener Neustadt, de residentiestad van de vorsten in de 15e eeuw. Dit was een klein bisdom, niet groter dan Wiener Neustadt, en het grensde territoriaal niet aan het bisdom Wenen. Het bisdom Passau bleef territoriaal veel groter.
Al spoedig kwam het bisdom onder grote druk te staan. Aanvankelijk kreeg het te maken met het Eerste Weense beleg door de Turken, niet veel later werden ook in Oostenrijk de gevolgen van de Reformatie alsmaar meer voelbaar. Onder meer de Nederlandse jezuïet Petrus Canisius die gedurende twee jaar (1554-55) het bisdom bestuurde, drong aan op een adequate reactie vanuit Rome. Een reactie die overigens later bekend zou worden als de Contrareformatie.
In 1722 verhief paus Innocentius XIII, met de bul Suprema dispositione het bisdom tot aartsbisdom. In de loop der jaren volgden verschillende herschikkingen in het territorium van het aartsbisdom. Zo werden gebieden verkregen van Passau, en gingen gebieden in Bohemen verloren. Wat de Weense kerkprovincie betreft, in 1722 had Wenen een enkel suffragaanbisdom: het kleine bisdom Wiener Neustadt. In 1785 voegden zich tot de Weense kerkprovincie de nieuw opgerichte bisdommen Linz en Sankt Pölten en in 1960 het nieuw opgerichte bisdom Eisenstadt in Burgenland.

## Tegenwoordig
Het aartsbisdom Wenen heeft meer dan 2,5 miljoen inwoners, waarvan ongeveer de helft zich katholiek noemt. Zij worden bediend door 616 seculiere en 530 reguliere priesters in 660 parochies. Suffragaan aan Wenen zijn Eisenstadt, Linz en Sankt Pölten.

## Aartsbisschoppen van Wenen sinds de twintigste eeuw
- Anton Josef Gruscha (1890-1911)
- Franz Xaver Nagl (1911-1913)
- Friedrich Gustav Piffl (1913-1932)
- Theodor Innitzer (1932-1955)
- Franz König (1956-1986)
- Hans Hermann Groër (1986-1995)
- Christoph Schönborn (1995 -2025)